# Heracleum cuneiforme
Heracleum cuneiforme är en flockblommig växtart som beskrevs av Dc. Heracleum cuneiforme ingår i släktet lokor, och familjen flockblommiga växter. Inga underarter finns listade i Catalogue of Life.